# Les Belles Étrangères
Les Belles Étrangères est un festival littéraire organisé chaque année de 1987 à 2010 par le Centre national du livre (CNL) sous l'égide du Ministère français de la Culture.

## Organisation
Chaque année, depuis 1987, un groupe d'écrivains, originaire d'un même pays, ou de même langue sont invités par le CNL pour participer à des rencontres dans le courant de novembre avec des lecteurs dans toute la France, ou même en Belgique.
Pour le vingtième anniversaire en 2008, vingt auteurs de dix pays différents sont invités avec l'idée qu'un écrivain reconnu de chaque pays en parraine un autre, prometteur.
Le but de cette manifestation itinérante est de faire connaître des auteurs peu connus, ou encore en devenir, à l'occasion de rencontres dans des médiathèques, des bibliothèques, des écoles, des théâtres, des associations  et de susciter de nouvelles traductions,
À cette occasion, une anthologie est éditée, parfois accompagnée d'un DVD reprenant les entretiens des auteurs avec le public.

## Historique des manifestations
| Année - Pays             | Invités |
| ------------------------ | --- |
| 1987 - Brésil            | Jorge Amado, Antônio Callado, José Cândido de Carvalho, Lygia Fagundes Telles, Zélia Gattai, José Guilherme Merquior, Ferreira Gullar, Josué Montello, Raduan Nassar, Antônio Olinto, Nélida Piñón, Joao Ubaldo Ribeiro, Affonso Romano de Sant'Anna, José Rubem Fonseca, Napoleão Saboia, Herberto Sales, Silviano Santiago, Antônio Torres, Edla Van Steen                                                                                    |
| 1987 - RDA               | Fritz−Rudolf Fries, Ralph Grüneberger, Christoph Hein, Stephan Hermlin, Hermann Kant, Uwe Kolbe, Helga Königsdorf, Helga Schubert, Helga Schütz |
| 1987 - Danemark          | Suzanne Brøgger, Inger Christensen, Thorkild Hansen, Uffe Harder, Peer Hultberg, Klaus Rifbjerg, Peter Seeberg, Jens Smaerup Sørensen, Henrik Stangerup, Dorrit Willumsen |
| 1988 - Argentine         | Gloria Alcorta, Silvia Baron−Supervielle, Ana Becciu, Hector Bianciotti, Arnaldo Calveyra, Edgardo Cozarinsky, Alicia Dujovne Ortiz, Luisa Futoransky, Mempo Giardinelli, Gerardo−Mario Goloboff, Beatriz Guido, Gregorio Manzur, Pedro Orgambide, Ricardo Piglia, Juan José Saer, Bernardo Schiavetta, Ernesto Schóó, Javier Torre, Federico Undiano, Saúl Yurkievich                                                                          |
| 1988 - Espagne           | Blanca Andreu, Félix de Azúa, Juan Benet, Rafael Conte, Miguel Delibes, Jesús Ferrero, José María Guelbenzu, Ana Maria Matute, Manuel Vazquez Montalban, Justo Jorge Padrón, Soledad Puértolas, Gonzalo Torrente Ballester |
| 1988 - Chine             | Liu Binyan, A Cheng, Bei Dao, Bai Hua, Zhang Kangkang, Mang Ke, Han Shaogong, Lu Wenfu, Zhang Xianliang, Gao Xingjian, Liu Xinwu, Zhang Xinxin, Liu Zaifu |
| 1988 - Portugal          | Al Berto, Agustina Bessa-Luís, Maria Judite de Carvalho, José Amaro Dionísio, Fernando Echevarria, Almeida Faria, Vergílio Ferreira, Fernando Guimarães, Lídia Jorge, Nuno Júdice, Maria Gabriela Llansol, Eduardo Lourenço, Antônio Mega Ferreira, Sophia de Mello Breyner Andresen, Vasco Graça Moura, David Mourão-Ferreira, António Osório, Clara Pinto Correia, José Cardoso Pires, José Saramago, Pedro Tamen, Urbano Tavares Rodrigues   |
| 1989 - Finlande          | Bo Carpelan, Tua Forsström, Paavo Haavikko, Pentti Holappa, Annika Idström, Tove Jansson, Daniel Katz, Veijo Meri, Lennart Meri, Olli−Matti Ronimus, Esa Saarinen, Pentti Saaritsa, Tyyne Saastamoinen, Kirsti Simonsuuri |
| 1989 - Hongrie           | Zsolt Csalog, Sándor Csoóri, Gabor Csordás, Erzsébet Galgóczi, Lajos Grendel, György Konrád, Péter Lengyel, Miklós Mészöly, ágnès Nemes Nagy, György Spiró |
| 1989 - Irlande           | John Banville, Sebastian Barry, Nuala Ní Dhomhnaill, Jennifer Johnston, Thomas Kilroy, Derek Mahon, John McGahern, John Montague, Breandan O’Heithir, Francis Stuart |
| 1990 - Grèce             | Anagnostakis Manolis, Nikos Bakolas, Georges Cheimonas, Kiki Dimoula, Mihalis Ganas, Nikos Houliaras, Iákovos Kambanéllis, Dimitris Kehaidis Yorgos Maniotis, Títos Patríkios, Thanásis Valtinós, Alki Zei |
| 1990 - Australie         | Glenda Adams, Peter Carey, Rosemary Dobson, Rodney Hall, Mark Henshaw, David Malouf, Frank Moorhouse, Mudrooroo Nyoongah, John A. Scott, David Williamson, Tim Winton |
| 1990 - Pologne           | Janusz Góowacki, Paweł Huelle, Wojciech Karpiński, Hanna Krall, Bronisóaw Maj, Piotr Wojciechowski, Jacek Woźniakowski, Bogusóaw Wróblewski, Adam Zagajewski |
| 1991 - Mexique           | José Agustín, Homero Aridjis, Emilio Carballido, Elsa Cross, Fernando del Paso, Vilma Fuentes, Daniel Ley va, Carlos Monsivais, Marco Antonio Montes de Oca, Sergio Pitol, Elena Poniatowska, José Luís Rivas, Guillermo Samperio, Álvaro Uribe, Juan Villoro, Eraclio Zepeda |
| 1991 - Autriche          | Hans Carl Artmann, Elfriede Czurda, Albert Drach, Antonio Fian, Anselm Glück, Klaus Hoffer, Gert Jonke, Peter Stephan Jungk, Evelyn Schlag, Josef Winkler |
| 1991 - Norvège           | Gidske Anderson, Kjell Askildsen, Tor Åge BrinsvÅrd, Knut Faldbakken, Kjartan Fløgstad, Jan Kjærstad, Sissel Lie, Gunnar Staalesen, Halldis Moren Vesaas, Jan Erik Vold, Øystein Wingaard Wolf |
| 1992 - Chili             | Poli Delano, José Donoso, Jorge Edwards, Diamela Eltit, Juan Luis Martinez, Luis Mizon, Nicanor Parra, Antonio Skarmeta, Armando Uribe, Mauricio Wacquez |
| 1992 - Pays Baltes       | Juozas Aputis, Vizma Belševica, Ričardas Gavelis, Sigitas Geda, Ilmar Jaks, Antanas A. Jonynas, Heino Kiik, Saulius T. Kondrotas, Ilmar Laaban, Andra Neiburga, Knuts Skujenieks, Zigmunds Skujinš, Mats Traat, Arvo Valton, Māra Zālīte |
| 1993 - Afrique du Sud    | André Brink, Nadine Gordimer, Peter Horn, Mazisi Kunene, Mtutuzeli Matshoba, Zakes Mda, Njabulo S. Ndebele, Mike Nicol, Malcolm Pur Key, Wally Mongane Serote, Zoë Wicomb |
| 1993 - Turquie           | Demir özlü, Inci Aral, Enis Batur, Ataol Behramoglu, Leyla Erbil, Nedim Gürsel, özdemir Ince, Bilge Karasu, Pinar Kür, Zafer Senocak, Latife Tekin |
| 1993 - Pays-Bas          | Adriaan Van Dis, Hella S. Haasse, Rutger Kopland, Margriet de Moor, Marcel Möring, Harry Mulisch, Charlotte Mutsaers, Cees Nooteboom, Connie Palmen, F. Springer, Leon De Winter |
| 1994 - Israël            | Yehuda Amichaï, Gabriela Avigur−Rotem, Yitzhak Ben−Ner, Yossl Birstein, Orly Castel−Bloom, Siham Daoud, Ida Fink, Emile Habibi, Yoram Kaniuk, Sami Michaël, Yitzhak Orpaz, Dahlia Ravikovitch, David Shahar |
| 1994 - Égypte            | Ibrahim Abdel-Meguid, Mohammed Afifi Matar, Mohammed Al-Bossaty, Edouard Al-Kharrat, Ibrahim Aslân, Salwa Bakr, Gamal Ghitany, Ahmed Hegazy, Nabil Naoum, Abdel-Meneim Ramadan, Baha Taher, Latifa Zayyat |
| 1995 - Suède             | Ernst Brunner, Per Olov Enquist, Katarina Frostenson, Per Christian Jersild, Theodor Kallifatides, Stieg Larsson, Torgny Lindgren, Kristina Lugn, Klas Östergren, Björn Ranelid, Tomas Tranströmer, Birgitta Trotzig, Göran Tunström, Carl−Henning Wijkmark |
| 1995 - Corée du Sud      | Cho Sehǔic, Ch’oe Inhun, Ch'oe Yun, Han Malsuk, Hwang Tong-gyu, Kim Wǒn Il, Ko Un, Oh Jung-hee, Pak Wansǒ, Sin Kyǒngnim, Yi Kyunyong, Yi Munyǒl, Yun Hǔng-Kil |
| 1996 - Canada            | Neil Bissoondath, Lorna Crozier, Timothy Findley, Jack Hodgins, David Adams Richards, John Ralston Saul, Shyam Selvadurai, Carol Shields, Charles Taylor, Jane Urquhart |
| 1997 - Palestine         | Gharib Al−Askalani, Zaki Al−Ileh, Azzedine Al−Manacirah, Samih Al−Qassim, Liana Badr, Riyad Beïdas, Mahmoud Darwich, Sahar Khalifa, Edward Said, Elias Sanbar, Anton Shammas Fadwa Touqan |
| 1997 - Amérique centrale | Claribel Alegría, Manlio Argueta, Gioconda Belli, Rosa Maria Britton, Ernesto Cardenal, Roberto Castillo, Quince Duncan, Ana Istarú, Enrique Jaramillo Levi, Mario Monteforte Toledo, Sergio Ramírez, Rodrigo Rey Rosa, Anacristina Rossi, Roberto Sosa |
| 1998 - Albanie           | Dritëro Agolli, Mimoza Ahmeti, Fatos Arapi, Ilirjan Bezhani, Ismail Kadaré, Fatos Kongoli, Vath Koreshi, Mira Meksi, Besnik Mustafaj, Bashkim Shehu, Xhevahir Spahiu, Neshat Tozaj, Preç Zogaj |
| 1999 - Belgique          | Philippe Blasband, William Cliff, Jozef Deleu, François Emmanuel, Jacqueline Harpman, Kristien Hemmerechts, Stefan Hertmans, Geert van Istendael, Bruno Kartheuser, Eric de Kuyper, Tom Lanoye, Nicole Malinconi, Pierre Mertens, Lucien Noullez, Monika van Paemel, Miriam Van hee, Liliane Wouters |
| 1999 - Tchéquie          | Michal Ajvaz, Petr Borkovec, Daniela Fischerova, Zbyněk Hejda, Daniela Hodrova, Ivan Matousek, Sylvie Richter, Josef Skvorecky, Jachym Topol, Jan Trefulka, Vlastimil Tresnak, Ludvik Vaculik, Michal Viewegh |
| 2001 - Bulgarie          | Bogdan Bogdanov, Ivan Borislavov, Hristo Boytchev, Blaga Dimitrova, Anton Dontchev, Emilia Dvorianova, Géorgui Gospodinov, Kiril Kadiiski, Nikolaï Kantchev, Vera Moutaftchieva, Alek Popov, Yordan Raditchkov, Sevda Sevan, Angel Wagenstein |
| 2001 - Suisse            | Anne−Lise Grobéty, Zoë Jenny, Yves Laplace, Michel Layaz, Adolf Muschg, Alberto Nessi, Giovanni Orelli, Oscar Peer, Anne Perrier, Jürg Schubiger, Ruth Schweikert, Peter Stamm, Markus Werner, Albertine Zullo |
| 2002 - Inde              | U.R. Ananthamurthy, Anita Rau Badami, Shauna Singh Baldwin, Bama, Upamanyu Chatterjee, Kamala Das, Esther David, Mahasweta Devi, Narendra Jadhav, Kishor Shantabai Kale, Mukul Kesavan, Mukundan, Anushka Ravishankar, C. Narayana Reddy, Alka Saraogi, Akhil Sharma, Shashi Tharoor, Krishna Baldev Vaid, Udayan Vajpeyi, Nirmal Verma |
| 2003 - Algérie           | El Mahdi Acherchour, H’mida Ayachi, Habib Ayyoub, Mustapha Benfodil, Maïssa Bey, Sofiane Hadjadj, Rachida Khouazem, Bachir Mefti, Areski Mellal, Yasmina Salah, Boualem Sansal, Mohamed Sari, Amin Zaoui |
| 2004 - Russie            | Nikolaï Chadrine, Andreï Guelassimov, Léonid Guirchovitch, Natalia Jouravliova, Nikolaï Kononov, Ilya Kotcherguine, Iouri Mamléïev, Nikolai Maslov, Ludmila Oulitskaïa, Vera Pavlova, Lev Rubinstein, Olga Sedakova |
| 2005 - Roumanie          | Gabriela Adamesteanu, Ștefan Agopian, Ana Blandiana, Mircea Cărtărescu, Gheorghe Crăciun, Letitia Ilea, Dan Lungu, Ion Mureșan, Marta Petreu, Simona Popescu, Cecilia Stefanescu, Vlad Zografi |
| 2006 - Nouvelle-Zélande  | Jenny Bornholdt, Geoff Cush, Alan Duff, Sia Figiel, James George, Dylan Horrocks, Fiona Kidman, Elizabeth Knox, Owen Marshall, Vincent O’Sullivan, Chad Taylor, Albert Wendt |
| 2007 - Liban             | Zeina Abirached, Mohamed Abi Samra, Abbas Beydoun, Rachid El−Daïf, Hassan Daoud, Tamirace Fakhoury, Joumana Haddad, Imane Humaydane−Younes, Elias Khoury, Charif Majdalani, Alawiya Sobh, Yasmina Traboulsi |
| 2008 - 20e anniversaire  | Albanie : Fatos Kongoli et Agron Tufa, Autriche : Josef Winkler et Rosemarie Poiarkov, Canada : Neil Bissoondath et Zoé Whittall, Corée : Ko Un et Chon Myonggwan, Égypte : Gamal Ghitany et Ahmed Abo Khnegar, Guatemala: Rodrigo Rey Rosa et Alan Mills, Nouvelle-Zélande : Jenny Bornholdt et Gregory O’ Brien, Pologne : Hanna Krall et Mariusz Szczygieł, Portugal: Lídia Jorge et Gonçalo M. Tavares, Turquie : Enis Batur et Yigit Bener |
| 2009 - États-Unis        | Charles D'Ambrosio, Percival Everett, Forrest Gander, Andrew Sean Greer, John Haskell, Matt Madden, Jack O'Connell, Eleni Sikelianos, Yuri Slezkine, Hannah Tinti, Richard White, Colson Whitehead |
| 2010 - Colombie          | Héctor Abad Faciolince, Antonio Caballero, Jorge Franco, Santiago Gamboa, Tomás Gonzalez, William Ospina, Juan Manuel Roca, Evelio Rosero, Gonzalo Sánchez, Antonio Ungar, Fernando Vallejo, Juan Gabriel Vásquez |

## Anthologies
- Les Belles Étrangères : 13 écrivains coréens, Paris, Éditions du Centre national du Livre, 1995
- Les Belles Étrangères : 14 écrivains d'Amérique centrale, Paris, Éditions du Centre national du Livre, 1997, 126 p.
- Les Belles Étrangères : 13 écrivains d'Albanie, Paris, Éditions du Centre national du Livre, 1998, 122 p.
- Les Belles Étrangères : 13 écrivains tchèques, La Tour d'Aigues, France, Éditions de l'Aube, 1999, 170 p. (ISBN 978-2-87678-502-1)
- Les Belles Étrangères : 17 écrivains belges, Bordeaux/Paris, Éditions Le Castor Astral, 1999, 177 p. (ISBN 978-2-85920-377-1)
- Les Belles Étrangères : Quatorze écrivains suisses, Paris, Éditions Verticales, 2001, 189 p. (ISBN 978-2-84335-129-7)
- Les Belles Étrangères : Quatorze écrivains bulgares, Paris, Éditions L'esprit des Péninsules, 2001, 206 p. (ISBN 978-2-84636-009-8)
- Les Belles Étrangères : Vingt écrivains indiens, Paris, France, Éditions Philippe Picquier, 2002, 286 p., 290 p. (ISBN 978-2-87730-626-3)
- Les Belles Étrangères : Treize écrivains algériens, La Tour d'Aigues, France, Éditions de L'Aube, coll. « Regards croisés », 2003, 192 p. (ISBN 978-2-87678-919-7)
- Les Belles Étrangères : Douze écrivains russes, Arles, France, Éditions Actes Sud, 2004, 170 p. (ISBN 978-2-7427-5271-3)
- Les Belles Étrangères : Douze écrivains roumains, Paris, Éditions L'Inventaire, 2005, 172 p. + 1 DVD (Online Productions) (ISBN 978-2-910490-80-5)
- Les Belles Étrangères : Douze écrivains néo-zélandais, Paris, Sabine Wespieser Éditeur, 2006, 247 p. + 1 DVD (Online Productions) (ISBN 978-2-84805-047-8)
- Les Belles Étrangères : Douze écrivains libanais, Paris/Beyrouth, Éditions Verticales/Dar An-Nahar, 2007, 206 p., 206 p. + 1 DVD (Online Productions) (ISBN 978-2-07-078628-2)
- Les Belles Étrangères : Douze écrivains américains, Paris, Éditions Rivages, 2009, 196 p., 196 p. (ISBN 978-2-7436-2014-1)